# 慈母山修院
慈母山修院位於重慶市南岸區雞冠石鎮下窯43號。清宣統三年（1911年），天主教川東教區在雞冠石觀音山麓修建慈母山修院。

## 概述
教堂佔地約3,400平方米，房屋80餘間。民國時期為神學院，曾為四川及其他西南各省教區培育多名神父及主教。據說聖母瑪利亞曾在此顯聖，因而該地得名慈母山。現為西南天主教朝聖地之一。
1949年以后，慈母山修院曾被没收，改为奶牛场。2003年归还天主教会后修复开放。2009年12月15日列為第二批重慶市文物保護單位。